# آوو اوپروس
آوو اوپروس (استونیایی: Avo Üprus؛ زادهٔ ۱۰ ژانویهٔ ۱۹۵۴) سیاستمدار  و نماینده سابق مجلس اهل استونی است.